# レッグブレーク

レッグブレークあるいはレッグスピン

レッグブレーク（英: leg break）は、クリケットにおける投球法の一種。右投げレッグスピンボウラーの投球方法である。レッグブレークは口語的にleggiesあるいはwrist spinnersとしても知られている。これは、オフスピナーの場合は指でボールに回転を与えるのに対して、レッグブレークでは主に手首を使うためである。
レッグブレークは、ボールの縫い目が全ての指にかかるように掌でクリケットボールをつかむことによって投げられる。ボールが放たれる時、手首が左へ回転し、ボールは小指の方から手を出ていき、後方から見て反時計回りの回転がボールに加わる。ボールがピッチでバウンドした時、この回転によってボールはボウラー（投手）の視点から左の方へそれる。これはバッツマン（打者）か見ると右であり、右打ちバッツマンのオフサイドに向かうボールである。ボールはレッグサイドから離れていく（break away）ため、「レッグブレーク」の名前が付けられている。
レッグスピンボウラーは、距離やラインを調整することにより変化を付けながら、大部分はレッグブレークを投球する。
レッグブレークは右打ちバッツマンにとって難しい球種の一つであると考えられている。これは、バッツマンの体からボールが離れていくためである。もしボールの変化について判断を誤り、バットの外側のエッジにひっかけてしまうと、ウィケットキーパーや守備の選手にキャッチされてしまうこととなる。
左打ちバッツマンはレッグスピンボウリングにあまり苦労することはない。これは、ボールがバッツマンの体に向かってくるため、空振りやエッジにひっかけてもボールがバッツマンの足に当たるためである。このことが、左打ちバッツマンからレッグブレークによってアウトをとるのを難しくしている。ボールの変化が大きいため、ボールがバッツマンの背後を回ってスタンプにヒットすることもある。
レフトアーム・アンオーソドクス・スピンボウラーによってレッグブレークの動作によって投げられたボールは反対方向に回転する（すなわちボウラーから見て左から右）。こういったボールは通常レッグブレークとは呼ばれず、「レフトアーム・アンオーソドクス・スピナー」あるいは「チャイナマン」と呼ばれる。著名なレッグスピンボウラーにはシェーン・ウォーン、Richie Benaud、Prijwal Naidu、シャヒド・アフリディ、アニール・カンブルがいる。

## 投球方法
1. 縫い目を水平にして手でボールをつかむ
2. 中指、人差し指、薬指、小指をボールをつかむのに使う
3. クリースに向かって助走する
4. 薬指と小指を左へ動かして回転を与えている間に手首を上へ振り上げてボールをリリースする